# 钦定新疆识略
《钦定新疆识略》（原称为《伊犁总统事略》、《西陲总统事略》，简称：《新疆识略》）是嘉庆十二年（公元1807年）在由松筠主持纂定，赓宁绘图，先由王廷楷原辑，后由祁韵士增补编纂成《伊犁总统事略》，后在此的基础上，最终由徐松增补修撰而成的西北边疆史地著述。该作将新疆自然地理、政治制度、经济、文化、军事、民族风俗等众多方面汇集于一册。全书十二卷，二十八万字，二十三幅舆图。该书是嘉庆、道光、咸丰年间西北边疆史地学的开创之作。《钦定新疆识略》是继乾隆年间的《钦定皇舆西域图志》之后，最早也是最具参考价值的西北史地学著作。《钦定新疆识略》的出版代表着“新疆”这个词第一次作为省级行政区的专有地名正式被政府启用。

## 背景
随着准噶尔之役结束、平定了大小和卓之乱之后，清政府正式开始治理新疆地区并日益加强该地区的治理。这就使得一些记载和研究当地官制、地理、风土等相关信息的著作在《钦定新疆识略》著成之前便已经完成，如永保等人所著的《伊犁事宜》、《喀什噶尔英吉沙尔事宜》、《乌鲁木齐事宜》、《塔尔巴哈台事宜》等，和宁所著的《回疆通志》和《三州辑略》等。这些著作为《钦定新疆识略》的著成提供了重要的资料，然而因为这些著作具有一些如缺乏推广，影响力不大，记载范围有限，过于简述等过于明显的缺陷，并不被视为晚清西北史地学的发端。

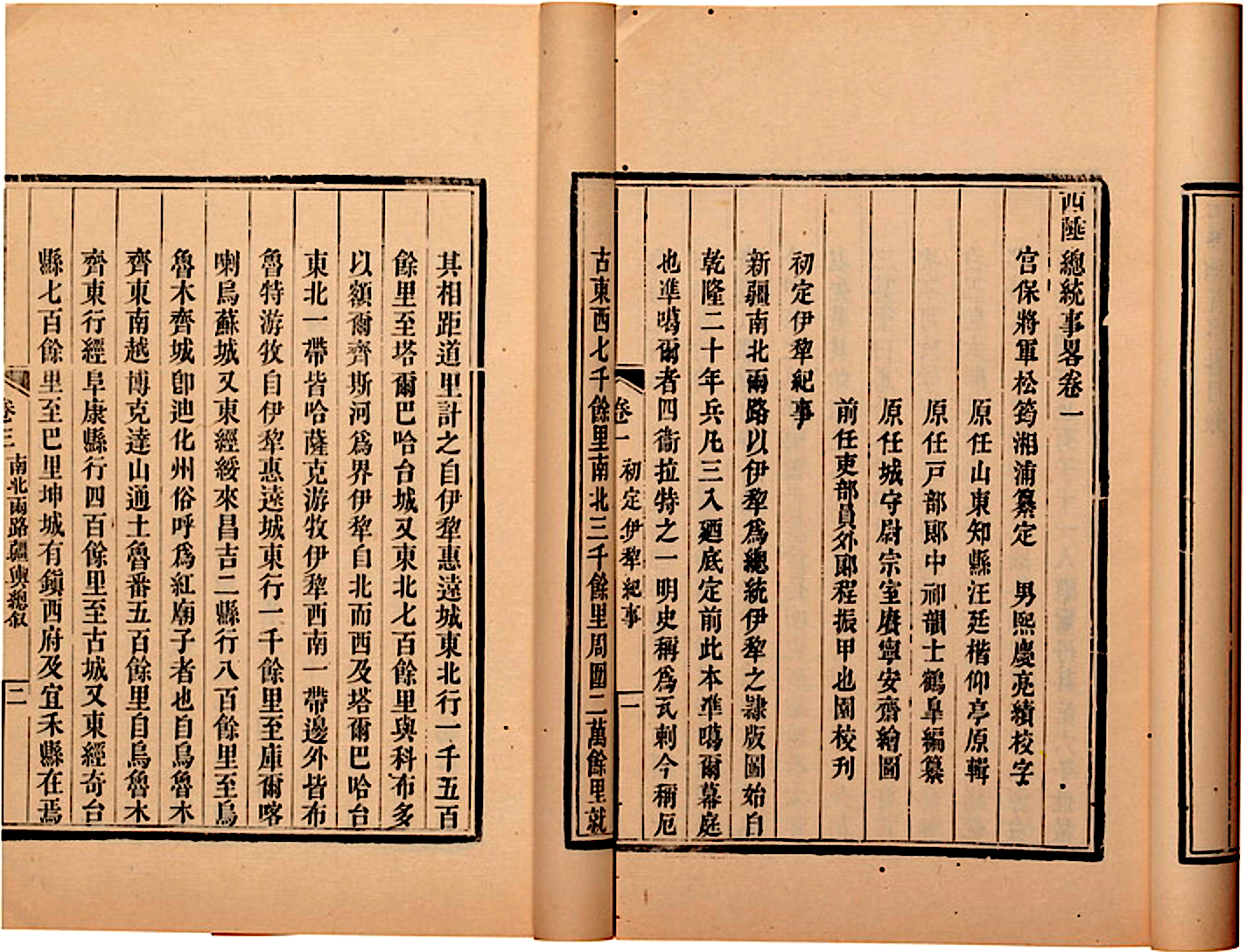
《西陲总统事略》内页

伊犁将军松筠重视通过著述等文治手段记载边陲地区的情况，并阐述他的治理边疆的思想。松筠认为虽然之前有《钦定皇舆西域图志》等关于新疆的志书，但因其体例和内容已不适合当时的治理边疆的需求，而且此志的通志地位也遭受到质疑。除此之外，松筠也认为极为需要重新编撰一册通志用以纪念清王朝统一新疆，以及方便对新疆的了解和统治并固边防，于是松筠上书向嘉庆帝建议纂修通志。但此举遭到了驳斥，给出的理由是伊犁的相关事宜已有《西域图志》一书，即便需要续增也应该京开馆编纂。另外，伊犁将军的责任是屯防等事务，而且伊犁能撰写书籍的人很少。还有即使要开展《西域图志》续纂的工作，也需要等到三省邪匪方略完成后再开始。不过虽然嘉庆帝驳斥了松筠的请求，但又命他将乾隆四十七年后的各项事宜详查并送方略馆以备采辑。后嘉庆帝认为边疆书籍难以征集，编纂工作难以进行，命馆臣续纂《西域同文志》，各城所递交上来的文献都需要交由伊犁汇总核转。松筠趁着这个机会开始了《伊犁总统事略》的编纂工作。

## 作者与成书过程
松筠青睐学者型的流放人才，然而当他上书给嘉庆帝，希望从流放伊犁的官员中选拔教习，也遭到了嘉庆帝的反对。嘉庆帝认为犯人应当希冀邀恩，故断不可行，而松筠作为伊犁将军应当留意边防，整顿武备。不过松筠还是很尊重这些官员，不仅让流放官员免于遭受苦差，而且充分利用这些官员的学术之长，曾三次组织他们参与到了《伊犁总统事略》的编纂工作之中。
《伊犁总统事略》的第一任作者为曾为山东金乡县令的王廷楷。嘉庆七年（公元1802年），王廷楷因“金乡童试罢考案”被遣戍新疆伊犁。在新疆期间收到松筠的赏识，以笔帖式兼办行走的身份办理奏稿。松筠派王廷楷进行《伊犁总统事略》的编纂工作。王廷楷著书的过程并未被记载，但其所留如《伊江杂咏》的八首七律和《回疆竹枝词》二十首等诗集都有注文，注文所涉及的伊犁九城建置、屯田、牧场、贸易、文字、服饰、饮食、婚嫁等内容和《伊犁总统事略》所述完全一致且显示出很强的史料用功。王廷楷在进行《伊犁总统事略》的编纂工作的时候，或进行过详细的实地考察和收集资料的过程。不过他只是进行了资料汇编等工作，在《伊犁总统事略》完成前，王廷楷于嘉庆十一年，遣戍期满释归山东。
《伊犁总统事略》的第二任作者为曾任户部宝泉局监督的祁韵士。祁韵士于嘉庆十年（公元1805年）因“局库亏铜”案发被发戍新疆三年。祁韵士精通西北边疆地理、形势等学问并曾经编写过《外藩蒙古回部王公表传》，此次遣戍的经历也是给了祁韵士一次实地考察的机会。在祁韵士流放的路上，他便已经开始记录所见所览，积累的内容也随着时日增长而变得丰富。此次机会加上本身的扎实的知识基础，使得祁韵士在遣戍时期编写了大量的西北边疆史著作，《伊犁总统事略》便是其中重要的著作之一。《伊犁总统事略》是伊犁将军松筠令祁韵士在王廷楷未完成的稿件基础上重新增纂的。除了祁韵士的撰写，松筠又令赓宁绘制19幅舆图，最终在嘉庆十二年（公元1807年）完成十二卷的《伊犁总统事略》。《伊犁总统事略》后更名为《西陲总统事略》。
嘉庆十八年（公元1813年），松筠第二次出任伊犁将军。便命前一年因出考题目“割裂文义”等九项罪名被发戍伊犁的前湖南学政徐松对《西陲总统事略》进行第三次编撰工作。松筠曾想让徐松以笔帖式的身份完成工作，但因为徐松戍期不足一年并未得到嘉庆帝的同意。徐松先是收集整理当时的史籍，发现一些问题无法通过书籍敲定。在得到松筠的同意后，开始对南北疆进行实地考察和研究，其行程超过万里，行迹到达全疆大部地区。在原《西陲总统事略》的基础上，新编十二卷。此版本内容上比原版更加翔实，字数上从原有的十三万字扩充至二十八万字。成书后的嘉庆二十五年（公元1820年），松筠将完成的《西陲总统事略》上呈于刚刚继位的道光帝。由于此时刚刚发生张格尔之乱，当局者急于了解新疆以方便其的统治，故极为重视此书的出版。道光帝阅读该书后亲自为其作序，并赐名为《钦定新疆识略》，并命将《钦定新疆识略》付武英殿刊行。

### 成书的相关争议

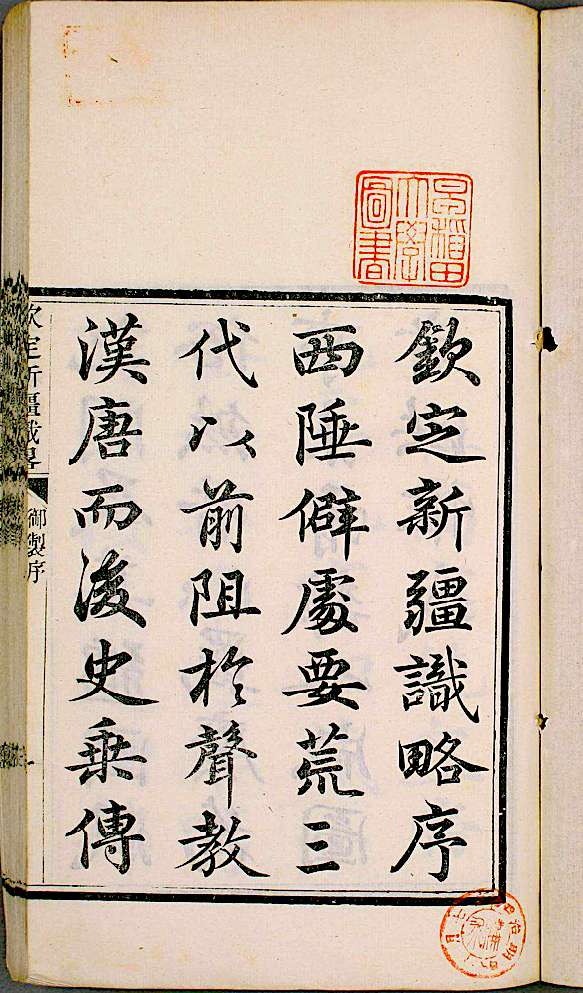
《钦定新疆识略》内页

在《钦定新疆识略》中作者署名为“臣松筠恭纂”，此后的“武英殿修书处刊校”诸臣职名48人中并没有出现徐松的名字。不过《钦定新疆识略》由徐松编著基本为公认的事实，时人龚自珍等人在引用《新疆识略》时也称为徐松所作。另外道光帝还在成书同年的十二月下旨赏赐徐松。在徐松返京后，道光帝也曾亲自召见徐松询问新疆情况，从这些行为之中也能看出徐松对该书的贡献。未将徐松列为作者原因可能首先因为徐松为遣戍犯人不宜列名于“钦定”之书。其次，道光帝赦免了徐松让其返京，刊印其作《新疆识略》，问“西陲之事”并升迁内阁中书是为了将用人权掌握在自己手中，并且让徐松在一步步的升迁中感受到皇恩。另外，徐松曾为松筠的幕宾，以幕主名义代撰刊刻的现象在清代普遍存在。
关于《伊犁总统事略》、《西陲总统事略》和《钦定新疆识略》的关系，日本学者榎一雄在其著作《关于徐松的西域调查》中认为祁韵士所著版是从《西陲总统事略》更名为《伊犁总统事略》。而中国大陆学者朱玉麒的观点正好相反，他在《〈新疆识略〉成书考》中认为是《伊犁总统事略》更名为《西陲总统事略》。冯继强在其硕士论文《〈伊犁总统事略〉研究》中的观点与朱玉麒观点相同，但改名的原因和时间并不相同，他认为原因有当时“伊犁”有两层含义，其一为伊犁将军需总理南北疆事务，其二为伊犁将军和参赞大臣的直辖区，所以成书之时，松筠认为使用“伊犁”有歧义所以在重版的时候改名为“西陲”。另外程振甲的《校刻西陲总统事略序》也可以推断松筠寄示本子的时候已经是改名以后的事了。白苏侠在其硕士论文《〈钦定新疆识略〉研究》中，曾引《西域水道记》龙万育序“见先生所撰《伊犁总统事略》…”，认为根据这里就是《钦定新疆识略》初名为《伊犁总统事略》的证据。《清史稿》中称徐松所撰写的《钦定新疆识略》是祁韵士撰写的《西陲总统事略》的续修。日本学者内藤湖南在其著作《中国史学史》内的观点认为《钦定新疆识略》是对《西陲总统事略》的订正之书。白苏侠在其论文《徐松及〈钦定新疆识略〉文献研究现况》中认为《钦定新疆识略》是由徐松独立编纂完成的，而非是对《西陲总统事略》的续修或者订正。

## 版本

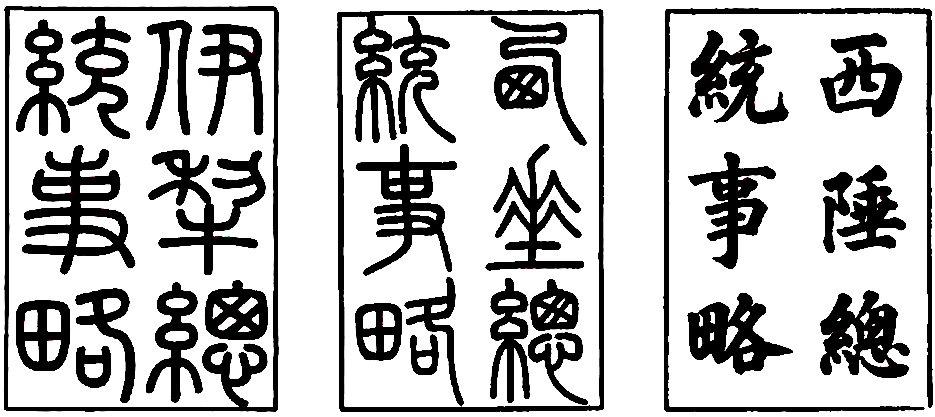
《伊犁总统事略》、《西陲总统事略》各版本封面

### 稿本与抄本
《伊犁总统事略》的最初稿本现已散佚，无从查知。《伊犁总统事略》最早的抄本记录为辽宁省图书馆馆藏的清乾隆抄本。后经查证此版本著录有误。此版本可能是由于时代条件限制，和乾隆年间编纂的《钦定皇舆西域图志》相互混淆，后来未及纠正，且该书于嘉庆十二年才成书，并不会出现乾隆抄本。《伊犁总统事略》稿本的抄本分别藏于国家图书馆善本部，湖南省哲学研究所图书馆和兰州大学图书馆，另外大连市图书馆藏有此版本抄本的残卷。新疆大学图书馆古籍室也藏有《伊犁总统事略》抄本，此本为线装，两函10册，长29.6厘米，宽25.6厘米，加卷首共13卷，卷一至卷六各卷单成一册，卷七、卷八、卷九合订为一册，卷十、卷十一合订于一册。半页10行，每行21字，小字双行同，共693页，大概15万字。卷首有“李士林印”、“张道彭”和“北京市文物管理处藏书”朱印。此本与所刊行的《西陲总统事略》及《钦定新疆识略》均不相同，此本可能也是稿本传抄本。沈阳收藏家沈沛曾从日本回购一套两函12册版《伊犁总统事略》。此本册长25厘米，宽17厘米，半页9行，每行18至23字，小字双同行，约13万字，使用连史宣纸，由多人采用唐人写经风格手书。有松筠嘉庆十三年序，没有晋昌嘉庆十四年序。明黄色封皮，上有竖排楷书“伊犁总统事略”。木质护书板是金丝楠木，上刻书名，书名内有石绿描写。书中地图均为手绘，地图存在漏绘和错字的现象，但整体视觉效果较好。此本可能是松筠回籍后于嘉庆十三年献进给嘉庆帝的献进本。日本东洋文库有无竟藏有《伊犁总统事略》十册12卷，半页10行，每行21字。美国汉学家恒慕义主编的《清代名人传略》中曾提到美国国会图书馆也藏有一部名为《伊犁总统事略》的旧抄本，内容与武英殿刻本不同。国家图书馆地方志家谱阅览室有两版《钦定新疆识略》抄本，其一为成书于民国大陆时期，共十册，半页10行，每行21字，双栏板框，小字双行。其二为道光戊子抄本，此本书名为《钦定新疆志略》，共二册，内容为《钦定新疆识略》卷首至卷三的节抄本。

### 刻本
《伊犁总统事略》成书于嘉庆十二年，不过现存最早的刻本有“晋昌嘉庆十四年（公元1809年）叙”。这个版本目前藏于北京大学图书馆。此版扉页书名为篆体“伊犁总统事略”，两函16册，包括1册《西陲竹枝词》和后人加上的《绥服纪略图诗》一册。首有晋昌嘉庆十四年叙，但没有松筠和程振甲序。半页10行，每行20字，小字双行同，白口，四周双边，双鱼尾，象鼻处有书名、卷数及页码。此版本被认为是现存最早的《伊犁总统事略》刻本。中央民族大学图书馆也存有有“晋昌嘉庆十四年（公元1809年）叙”的刻本，但装订分册与北京大学藏本并不一样。中央民族大学藏本扉页书名为篆体“伊犁总统事略”，不过为一函7册，现剩6册，每册2卷，包括《西陲竹枝词》一册，首有晋昌和松筠序，没有程振甲序。半页10行，每行20字，小字双行同，白口，四周双边，双鱼尾，象鼻处有书名、卷数及页码。此版本是在北大藏本的基础上加上松筠序的重印版。另外，中国人民大学图书馆古籍部所藏的一函8册包括《西陲竹枝词》和《绥服纪略图诗》各一册的《西陲总统事略》也有嘉庆十四年之说，但因其卷首有程振甲的嘉庆十六年校刊序，故此种说法值得商榷。
《伊犁总统事略》更名为《西陲总统事略》后，最早的刻本为嘉庆十六年程序本。此版本存世较多，均为一函8册，包括《西陲竹枝词》和《绥服纪略图诗》各一册，每册两卷。半页10行，每行20字，小字双行同，白口，四周双边，双鱼尾，册长29厘米，宽17厘米或17.4厘米。象鼻处有卷数及页码，没有书名。封皮有黄褐色和深蓝色两种颜色，可能是因为重印本较多。首有松筠嘉庆十三年序、程振甲嘉庆十六年校序以及晋昌嘉庆十四年叙。扉页为竖排楷体“西陲总统事略”书名。附录的《西陲竹枝词》和《绥服纪略图诗》，每页10行，每行22字，象鼻处有书名和页码。《西陲总统事略》之后只有道光十九年祁识本一种刻本，书目有“据清嘉庆间刻板重印”，是祁韵士五子祁寯藻任江南学政时，将嘉庆十六年刻本重印。只更换了内封的版刻，并将楷书的“西陲总统事略”的书名改为篆书。书背面有祁寯藻道光十九年六月的识语，其他地方与嘉庆十六年刻本完全一样，此藏本藏于国家图书馆地方志谱阅览室。
清道光元年《钦定新疆识略》武英殿修书处刻本是现在流传于坊间的通行本。此书10册，10行，每行21字，小字双行同，白口，四周双边，单黑鱼尾，版心处有书名、卷数和页码。分藏在如中央民族大学图书馆、陕西师范大学图书馆等中国大陆各大图书馆。此版本有“道光御笔”百文和“政在养民”朱文方印。新疆维吾尔自治区图书馆也有道光元年刻本，不过是半页11行，其余与其他版本基本相同。另外，国家图书馆北海分馆藏有《新疆坤舆全图》刻本，图中地名、里数等内容遵循《钦定新疆识略》的标绘。

### 各印本
光绪八年（公元1882年），同文馆曾出版《钦定新疆识略》铅印本，现藏于中共中央党校图书馆和甘肃省图书馆西北文献室。光绪二十年上海积山书局出版的石印本分布较为广泛。此版本10行21字，小字双行同，白口，双鱼尾，四周双边，单鱼尾。此版本特点没有“道光”二印，还有就是版框内缩。明治三十一年（公元1898年）到明治三十五年（公元1902年），清末民初的外交家錢恂曾向早稻田大学图书馆捐赠了大量书籍，其中就包括积山书局的《钦定新疆识略》的石印本。另外，中华民国成立后也有了《西陲总统事略》的石印本，此版本是从嘉庆十四年刻本的基础上稍加变动的重版。
《西陲总统事略》有在1959年由中国书店基于嘉庆十六年程序本而出版发行的影印本。此版本扉页书名前为楷书竖排“西陲总统事略”，后为篆书竖排“西陲总统事略”。并在楷书书名背面印有“北京市中国书店印”，用以区别嘉庆十六年刻本。除此之外版式与内容上均与嘉庆十六年刻本相同。中国书店出版社分别于1985年和2010年9月再次将此版《西陲总统事略》重印发行，2008年该书作为《中国书店藏版古籍丛刊》系列之一被出版。1965年12月，台北文海出版社也是基于嘉庆十六年程序本将此书收录于《中国边疆从事》之中。《钦定新疆识略》的影印本均来自武英殿刻本。分别收录于1999年由甘肃文化出版社出版的《中国西北文献丛书续编·西北罕见地方志文献》、2001年由北京图书馆出版社出版的《地方志人物傳記資料叢刊·西北卷》以及2002年由上海古籍出版社出版的《续修四库全书》等丛书之中。另外，在1993年，江苏广陵古籍刻印社印制了一版《钦定新疆识略》，美国国会图书馆有一册此版的《钦定新疆识略》。《西陲总统事略》和《钦定新疆识略》曾同时被收录在凤凰出版社于2019年出版的《清代新疆政务丛书》之中。

### 西陲要略

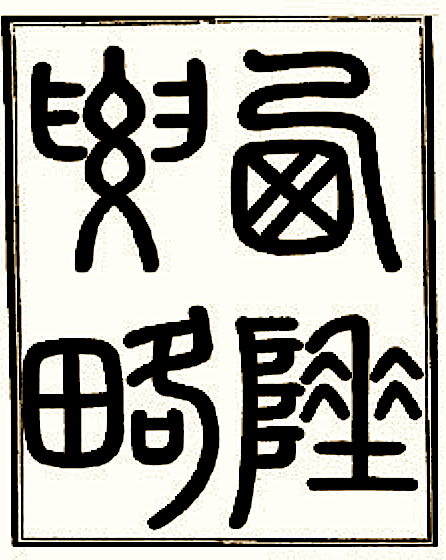
《西陲要略》封面

《西陲要略》是祁韵士在编撰《西陲总统事略》时，将其中重要内容收录起来纂成的。全书四卷，大部分内容就是《西陲总统事略》的撮要，在清末影响较为广泛。《西陲要略》版本较多，有稿本、刻本、铅印本、影印本和抄本16种。另外，俄国汉学家比丘林是最早将祁韵士的《西陲要略》翻译为俄文的人，故此书有俄文本。现存较好版本有道光十七年筠渌山房刻本、粤雅堂丛书本、光绪四年同文馆铅印本以及皇朝藩属舆地本。

## 体例特点

### 西陲总统事略
《西陲总统事略》第一个特点是采用的是分门别类的形式编纂，由45个子目将新疆地区的自然地理、政治、经济、军事、民族风俗等方面介绍的相对清楚。不过和经过增减的《钦定新疆识略》相比，内容不比《新疆识略》详细，但条目数量与《新疆识略》的24个子目相比多了很多且编排复杂。《西陲总统事略》的第二个特点是图志并重，图说相互参稽。《西陲总统事略》全书共地图19幅将新疆地区的地理、山川方位、城池要塞均标注在地图之中，并配以图说对地图的标识进行解释和说明。其中包括“新疆南北两路全境总图”、“北路各城总图”以及“南路各城总图”三幅总图。以及16幅分图，分别是北路的伊犁、塔尔巴哈台、库尔喀喇乌苏、乌鲁木齐、古城以及巴里坤；南路则有喀什噶尔、英吉沙尔、叶尔羌、和阗、乌什、阿克苏、库车、喀喇沙尔、吐鲁番和哈密的地图。

### 钦定新疆识略
《钦定新疆识略》的第一个体例特点是有图有表且图表互用。徐松在续撰《西陲总统事略》的时候，不仅将舆图数量增加到23幅，并且加入了6幅原《西陲总统事略》没有的表格。23幅舆图包括1幅新疆总图，6幅北路舆图分别是北路舆图总图、巴里坤舆图、古城舆图、乌鲁木齐舆图、库尔喀喇乌苏舆图以及塔尔巴哈台舆图各一幅，11幅南路舆图分别是南路舆图总图、喀什噶尔舆图、英吉沙尔舆图、叶尔羌舆图、阿克苏舆图、乌什舆图、库车舆图、喀喇沙尔舆图、吐鲁番舆图以及哈密舆图各一幅。5幅伊犁舆图分别是伊犁舆图总图、伊犁西南图、伊犁西北图、伊犁东北图以及伊犁东南图各一幅。6幅图表包括新疆道里表、新疆水道表、职官姓氏表、卡伦安设表、哈萨克世次表以及布鲁特头人表。
《钦定新疆识略》另一个特点是徐松在《钦定新疆识略》中的每门之首撰写了“小序”，用以清楚地表示该门所叙述的内容。另外还有一个特点是徐松再进行地理测绘标识时没有继续使用《西陲总统事略》中使用的“分野”之说，而是选用从西方传来的“晷度”之法。祁韵士选用“分野”之说的原因可能是效仿《西域图志》初修本的“分野”之说，也有可能是祁韵士知识的缺陷加上文人自负的心态而排斥从西方而来的“晷度”之法。徐松使用“标以晷度”的方法是体现了清政府对边疆的重视和对在新疆地区进行的测绘工作的肯定，也展示了当时统治者尊重近代科学技术的精神，此举更是更新了当时的地理学思想观念。

## 主要内容
《西陲总统事略》的45个子目分别是“初定伊犁纪事”、“初定回疆纪事”、“伊犁驻兵书始”、“伊犁兴屯书始”、“南北两路全境图说”、“南北两路疆域总叙”、“南北两路山水总叙”、“南北两路卡伦总叙”、“南北两路军台总目”、“官制兵额”、“职官题名”、“城池衙署”、“疆域山川”、“坛庙祠宇”、“粮饷”、“训练”、“军器”、“营务成案”、“兵屯”、“旗屯”、“回屯”、“屯务成案”、“钱法”、“船工”、“图籍”、“教学”、“世职”、“节孝”、“牧厂”、“厂务成案”、“卡伦”、“会议卡伦成案”、“塔尔巴哈台事略”、“乌鲁木齐所属事略”、“回疆各城事略”、“土尔扈特源流”、“哈萨克源流”、“布鲁特源流”、“霍罕路程记”、“汉乌孙释地”、“唐西突厥释地”、“哈萨克马说”、“渥洼马辩”、“厄特旧俗纪闻”以及“回俗纪闻”。而《钦定新疆识略》的每卷题目分别为卷一《新疆总图》、卷二《北路舆图》、卷三《南路舆图》、卷四《伊犁舆图》、卷五《官制兵额》、卷六《屯务》、卷七《营务》、卷八《库储》、卷九《财赋》、卷十《厂务》、卷十一《边卫》、卷十二《外裔》。
虽然《钦定新疆识略》条目相比于《西陲总统事略》更少，不过内容上基本都是涵盖了清代新疆地区的军事、政治、经济、地理、民族几个方面的情况，相比之下《钦定新疆识略》更为详细和丰富。主要内容大概可以分为以下几个方面，第一是清军在新疆地区征战等重大事件。《钦定新疆识略》和《西陲总统事略》开篇都记载了清军统一新疆的战争纪实，准噶尔之役、平定回部、土尔扈特东归、康熙清军反击噶尔丹的昭莫多之战、雍正平大小策凌敦多布等军事活动都被做了详细的记述。
第二，《钦定新疆识略》和《西陲总统事略》对新疆的疆域、道里、山川分布位置走向、卡伦等军事设施的分布、城池、坛庙的分布均进行了详细的记载。以天山中分，分南北两路叙述，在此书中将吐鲁番、喀喇沙尔、库车、阿克苏、乌什、叶尔羌、和阗、英吉沙尔、喀什噶尔分为南路，北部为巴里坤、古城、乌鲁木齐、库尔喀喇乌苏、塔尔巴哈台和伊犁。并且对各地的出产情况以及各地的铜厂、煤矿、铅矿有所记录，反映出当时清政府在新疆地区所进行的经济开发。《钦定新疆识略》更是附有表格，列举了各军台、营塘、驿站之间的道路的距离做了详细的记录。另外，书中对新疆境内的城池衙署也进行了记载，每座城池与其他城池的距离、城墙高度以及城内设施等内容均被记载。城池的出现和发展说明清政府在新疆推动了经济发展和社会发展。
第三，书中还对当时新疆境内的卡伦军台的设置、官制兵额、训练军器等军政布设的内容有着详细的记载。不只是记录了各个台站、卡伦、塘铺的名称、建立的目的、种类、规模、职能、归属和距离，对驻扎在台站和卡伦的边防官兵的生活也有描写。《钦定新疆识略》在文后附有《职官姓氏表》对伊犁将军、参赞大臣、领队大臣、抚民同知、理事同知等官职的设官其实时间、职务沿革、职掌、姓名及在职时间做了记载。除此之外，对如察哈尔营、索伦营、锡伯营等各军队的兵员数、驻防情况、军器数目、行操演练都有所记载，这些内容反映了执政者积极有效的管理新疆。
第四，书中对伊犁将军在新疆的活动也进行了叙述，涉及到松筠在新疆开设旗屯，奏定《回疆事宜规条十则》、处理孜牙墩事件等事件。书中也记录了在伊犁地区的屯田水利开发的情况。屯田活动主要在北路地区，在辟展厅、吐鲁番的托克逊以及哈喇沙尔、乌什及阿克苏地区实行兵屯，在哈密地区实行犯屯。并在此基础上发展了回屯和户屯。并且提出了“佃人耕种，用资生计”、“开渠灌溉，业有成效”、“分地耕作，永为世产”等经营屯田的理论。《钦定新疆识略》也曾对当时环境对屯田的影响有所记载。松筠的治疆思想也在书中的《回疆事宜规条十则》得以体现。他认为仅靠当地的官员并不能够列举所有的情况，驻疆大臣需谨慎的把皇帝的旨意传递给当地的少数民族，要谨慎任用少数民族的首领，限制阿奇木伯克与霍罕伯克的交往，对少数民族首领禁止使用酷刑，也要防止利用宗教发生骚乱等内容。松筠希望能够稳定清政府在边疆的统治。
最后，书中对新疆地区各少数民族的源流以及当时当地少数民族的风俗习尚进行了记述，用以“熟悉夷情”。《西陲总统事略》对当地少数民族的民族源流、饮食起居、婚丧嫁娶、宗教信仰等内容进行了记载。《新疆识略》中徐松将当地少数民族分为三个层次，第一层为被清政府直接管辖的回部及厄鲁特部，第二层为虽有贸易往来但并不为清政府所控制的瓦罕、沙克拉、什克南等民族，第三层则为虽有管辖关系但管理松散的哈萨克族和布鲁特。徐松认为处理好边防的首要工作就是处理好与第三层也就是与哈萨克和布鲁特的关系。书中对少数民族情况的记载，是为了让执政者了解新疆的“夷情”，使其更好地经营西北边疆。

## 意义与评价
《钦定新疆识略》是晚清西北史地学兴起的标志性作品。祁韵士和徐松因此书出版成为当时西北史地学的开创者，并以编撰此书为契机又撰写了各有代表性的西北史地学著述。祁韵士等人注重实地考察的研究态度，也影响了当时的学术风气。随着道光帝赐名《钦定新疆识略》和《钦定新疆识略》此书被武英殿刊印后，加上当时西北局势变化的影响，关注西北并投入西北史地研究的学者越来越多。同时《钦定新疆识略》也被越来越多的学者所追捧、抄录，清末藏书家丁丙与袁昶便在来往书信中多次提及购买、抄录《新疆识略》。随之而来的是西北史地学的研究被发扬光大，几乎成为晚晴的显学。《钦定新疆识略》作为《钦定皇舆西域图志》后又一部重要的新疆地方志，不仅有对之前史料的不足提供补充的作用，著作本身的学术价值和现实意义为当时人们了解新疆以及对清政府统治和管理新疆提供了重要的参考价值，也为后人研究清朝中末期新疆地理、经济、社会、文化等方面提供了有价值的资料。
《钦定新疆识略》是“新疆”第一次作为省级想出去专有地名被政府启用。在《钦定新疆识略》之前，有多种对现新疆地区及周边地区的称呼，有以“回疆”一词原多指维吾尔人聚集的南疆，后基本泛指新疆地区，如《评定回疆剿擒逆裔方略》、《勘定回疆记》等。也有在官方或私人书文中使用“西域”一词，例如《钦定皇舆西域图志》、《西域同文志》、《西域风土记》等。“西陲”一词的使用多指新疆地区，不过也会出现该词语指西藏地区的情况。“准疆”一词在准噶尔部势力消亡后逐步不再使用。随着清政府巩固并发展了在新疆的统治，“新疆”逐渐成为固定地名。徐松在《新疆识略》中称“今之新疆，即古西域”。当道光帝为《新疆识略》赐名并由武英殿刊印时，《钦定新疆识略》首开书写“新疆”作为专有地名的先河，也奠定了“新疆”一词专指今新疆地区所在地域。此后如《新疆图志》等官修志书都言及于此。光绪十年（公元1884年），“新疆”正式成为清政府的一个省。
《钦定新疆识略》也有一些负面评价及不足之处，如此书虽然标榜为“经世致用”，但因其是服务于当政者，是为了为当政者实施政策、出台政策提供借鉴的书籍，使之学术的致用性高于求真务实。同时，全书着重叙述军政建设，而简略记述了经济、文化等方面的内容，为其染上了政治色彩。另外，虽然祁韵士、徐松等人撰写完成此书经过了借助指南针等工具且亲自实地考察并加以记录的过程，并且会翻旧籍与实地对照，这些工作不仅工作辛苦且工作量大。但相比于同时期的其他国家地理学家相比从数据精度，记录范围，工具水平等方面则显得相形见绌，如亚历山大·冯·洪堡赴南美洲考察时使用包括六分仪、气压表、气温表等四十多种仪器，且每达一处都测定经纬度，并收集千计的植物岩石标本，观察不同的自然现象以及记录生产、贸易等数据。另外，一些史实错讹、内容缺失等瑕疵也出现在《钦定新疆识略》之中，使之失色不少。《钦定新疆识略》虽然提及很多全疆的信息，但由于侧重点是伊犁地区，其他地区则撰写的过于简单，如果以省一级的通志作为要求，可能有畸轻畸重的嫌疑。

## 相关展览
2011年，在国家图书馆展览中心举办的“西域遗珍·新疆历史文献暨古籍保护成果展”曾将《西陲总统事略》嘉庆十四年刻本和《钦定新疆识略》武英殿刻本作为展品一起展出。2019年，由徐州市图书馆和奎屯市图书馆联合主办的“‘纸载千秋 文连徐奎’徐州古籍文化艺术品展”曾展出8套徐州文化馆收藏古籍，其中就包括《钦定新疆识略》。